# EADS HC-144 Ocean Sentry
L'EADS HC-144 Ocean Sentry és un avió turbohèlice de patrulla marítima i recerca i rescat, construït per EADS CASA (posteriorment Airbus Military), i desenvolupat a partir del CN-235-300 MP Persuader. Aquest aparell és emprat per la Guàrdia Costanera dels Estats Units, que també el denomina Medium Range Surveillance Aircraft (MRSA).

## Disseny i desenvolupament
L'EADS HC-144 Ocean Sentry fou seleccionat per substituir l'HU-25 Guardian en el cos de la Guàrdia Costanera dels Estats Units. Forma part del programa Deepwater de recapitalització i adquisició de nou equipament per als guardacostes. Es basa en el CN-235-300 MP Persuader, una versió de patrulla marítima de l'avió de transport tàctic CASA CN-235. Ofereix una major durada de servei que els HU-25 Guardian que substitueix, així com millors capacitats en missions d'observació a baixa altitud.
Està equipat amb un radar de cerca, càmeres electroòptiques i infraroges, un sistema d'identificació automàtica per a la recol·lecció de dades de bucs al mar i una zona de comunicacions instal·lada per Lockheed Martin, que es connecta a la resta de sistemes de l'aeronau després de la seva instal·lació. Aquest equipament de l'HC-144A és similar al que porten els HC-130J Hercules dels Guardacostes, cosa que permet reduir els costos de manteniment i entrenament.